# Syagrus graminifolia
Syagrus graminifolia là loài thực vật có hoa thuộc họ Arecaceae. Loài này được (Drude) Becc. miêu tả khoa học đầu tiên năm 1916.